# Fontaine narrative
(la) Fontaine narrative est la dernière section (datée de 1947) du recueil  Fureur et mystère, écrit par René Char, édité en 1948. Elle contient neuf poèmes dont un poème qui fait l'éloge d'Arthur Rimbaud, jeune poète admiré et envié pour sa vie tumultueuse : « Tu as bien fait de partir, Arthur Rimbaud ! Tes dix-huit ans réfractaires à l'amitié, à la malveillance, à la sottise des poètes de Paris ainsi qu'au ronronnement d'abeille stérile de ta famille ardennaise un peu folle, tu as bien fait de les éparpiller aux vents du large, de les jeter sous le couteau de leur précoce guillotine. »